# Kur dashuria vdes
Kur dashuria vdes (när kärleken dör), tidigare Me kilometra, är en låt framförd av Armend Rexhepagiqi.
Låten är skriven av Rexhepagiqis hustru Aida Baraku med musik av honom själv. Med låten ställde han år 2006 upp i Kënga Magjike 8, där han lyckades ta sig till finalen i november. Finalen leddes i stort sett hela kvällen av Ledina Çelo med powerballaden "Të ndjej të huaj". På slutet fick dock Rexhepagiqi flest poäng och lyckades även vinna hela tävlingen med den minsta segermarginalen i dess historia, 1 poäng. Rexhepagiqi fick 293 poäng mot Çelos 292 poäng. Trea blev West Side Family på 218 poäng.
Utöver segern tilldelades han även Çmimi I Kritikës, kritikerpriset.